# Eucereon chalcodon
Eucereon chalcodon là một loài bướm đêm thuộc phân họ Arctiinae, họ Erebidae.